# Bosley Crowther
Francis Bosley Crowther Jr. (Lutherville, 13 de julio de 1905-Mount Kisco, 7 de marzo de 1981) fue un periodista, escritor y crítico de cine estadounidense de The New York Times durante 27 años. Su trabajo ayudó a dar forma a las carreras de muchos actores, directores y guionistas, aunque sus críticas, a veces, se percibieron como innecesariamente malas. Crowther fue un defensor de las películas en lengua extranjera en las décadas de 1950 y 1960, en particular las de Roberto Rossellini, Vittorio De Sica, Ingmar Bergman y Federico Fellini.

## Primeros años y carrera temprana
Crowther nació como Francis Bosley Crowther Jr. en Lutherville, Maryland, hijo de Francis Bosley Crowther (1874-1950) y Eliza Hay (de soltera Leisenring, 1877-1960). Cuando era niño, Crowther se mudó a Winston-Salem, Carolina del Norte, donde publicó un periódico de barrio, The Evening Star. Su familia se mudó a Washington D. C., y Crowther se graduó de Western High School en 1922. Después de dos años de escuela preparatoria en Woodberry Forest School, ingresó a la Universidad de Princeton, donde se especializó en historia. Por su escritura, a Crowther se le ofreció un trabajo como reportero novato para The New York Times con un salario de $ 30 por semana. Rechazó la oferta que le hizo el editor Adolph S. Ochs, con la esperanza de encontrar empleo en un pequeño periódico sureño. Cuando el salario que le ofrecían esos periódicos no llegaba a la mitad del que le ofrecía el Times, se fue a Nueva York y aceptó el puesto. Fue el primer reportero de club nocturno del Times, y en 1933 Brooks Atkinson le pidió que se uniera al departamento de teatro. Pasó cinco años cubriendo la escena teatral de Nueva York, e incluso incursionó en la escritura para ello.
Mientras trabajaba en el Times en esos primeros años, Crowther conoció a Florence Marks, una compañera de trabajo; la pareja se casó el 20 de enero de 1933. Tuvieron tres hijos, Bosley Crowther III, abogado; John M. Crowther, escritor y artista; y Jefferson, banquero y padre de Welles Remy Crowther, quien murió en los atentados del 11 de septiembre de 2001.

## Crítica de cine
Crowther fue un prolífico escritor de ensayos cinematográficos como crítico para The New York Times de 1940 a 1967. Quizás consciente del poder de sus reseñas, adoptó un tono que el obituarista del New York Times, Robert D. McFadden, consideró «erudito en lugar de vivaz». Frank Beaver escribió en Bosley Crowther: Social Critic of the Film, 1940–1967 que Crowther se oponía a las muestras de patriotismo en las películas y creía que un productor de cine «debería equilibrar sus actitudes políticas incluso en los tiempos inciertos de las décadas de 1940 y 1950, durante el Comité de Actividades Antiestadounidenses». La reseña de Crowther del drama de guerra Misión en Moscú (1943), realizada durante el período en que la Unión Soviética era una de las potencias aliadas con los Estados Unidos, reprendió la película diciendo que debería mostrar «menos éxtasis» y escribió: «Es es tan ridículo pretender que Rusia ha sido un paraíso de pureza como decir lo mismo de nosotros mismos».
En la década de 1950, Crowther era un oponente del senador Joseph McCarthy, cuya cruzada anticomunista tenía como objetivo al Departamento de Estado, la administración de Harry S. Truman, el Ejército de los Estados Unidos y empleados gubernamentales individuales. Sin embargo, también criticó la película de izquierda Knock on Any Door por culpar a la sociedad respetuosa de la ley por el descenso de un delincuente juvenil al asesinato: «¡Basura! El único defecto de la sociedad que demuestra esta película es que tolera casualmente que se vierta tal fraude en la mente del público».
Crowther se opuso a la censura de películas y abogó por una mayor responsabilidad social en su realización. Aprobó películas con contenido social, como Lo que el viento se llevó (1939), The Grapes of Wrath (1940), Citizen Kane (1941), Días sin huella (1945), All the King's Men (1949) y High Noon (1952).
Crowther apenas ocultó su desdén por Joan Crawford al realizar reseñas de sus películas, diciendo que su estilo de actuación en Female on the Beach (1955) se caracterizaba por la «artificialidad» y la «pretenciosidad». También reprendió a Crawford por su porte físico: En su reseña de la película Johnny Guitar (1954) de Nicholas Ray, Crowther se quejó de que «no proviene más feminidad de (Crawford) que del rudo Sr. Heflin en Shane (1953). Porque la dama, como de costumbre, es tan asexuada como los leones en los escalones de la biblioteca pública y tan afilada y románticamente prohibitiva como un paquete de hojas de afeitar sin envolver».
Sus preferencias en películas populares no siempre fueron predecibles. Defendió epopeyas como Ben-Hur (1959) y Cleopatra (1963), pero le dio a la película de la Segunda Guerra Mundial The Great Escape (también 1963) una crítica muy desfavorable. Criticó los trabajos posteriores de David Lean; llamó a Lawrence de Arabia (1962) una «ópera de camellos atronadora que tiende a agotarse bastante a medida que avanza en su tercera hora y se involucra con una desilusión hosca y un engaño político».
Crowther a menudo admiraba las películas en idiomas extranjeros, especialmente las obras de Roberto Rossellini, Vittorio De Sica, Ingmar Bergman y Federico Fellini. Sin embargo, también criticó algunos estrenos icónicos. Encontró el clásico Trono de sangre de Akira Kurosawa (1957, pero no lanzado en los EE. UU. hasta 1961), derivado de Macbeth, «ridículo», particularmente su final; y llamó a Gojira (Godzilla) (1954) «una película increíblemente horrible». Crowther descartó a Psicosis (1960) de Alfred Hitchcock como «una mancha en una carrera por lo demás honorable». Pronto volvió a evaluar la película, considerándola una de las diez mejores películas del año, y escribió que Psicosis era una «película de misterio psicológico audaz» ... Representaba un dominio experto y sofisticado del desarrollo emocional con técnicas cinematográficas». Comentó que si bien Pather Panchali (1955, 1958 en EE. UU.) de Satyajit Ray adquirió «una forma poética delgada», la estructura y el tempo de ella «apenas pasarían como un 'corte preliminar' con los editores de Hollywood». Escribiendo sobre La aventura (1960), Crowther dijo que ver la película era «como tratar de seguir la proyección de una imagen en la que se han perdido varios carretes».
En adició a su carrera en crítica cinematográfica, Crowther escribió The Lion's Share: The Story of an Entertainment Empire (1957), el primer libro que documenta la historia de Metro-Goldwyn-Mayer, y Hollywood Rajah: The Life and Times of Louis B. Mayer (1960), una biografía del director del estudio MGM.

### Crítica deBonnie y Clyde
El final de la carrera de Crowther estuvo marcado por su desdén por la película de 1967 Bonnie y Clyde. Fue crítico con lo que vio como la violencia sensacionalista de la película. Su crítica fue negativa:

It is a cheap piece of bald-faced slapstick comedy that treats the hideous depredations of that sleazy, moronic pair as though they were as full of fun and frolic as the jazz-age cut-ups in Thoroughly Modern Millie... [S]uch ridiculous, camp-tinctured travesties of the kind of people these desperadoes were and of the way people lived in the dusty Southwest back in those barren years might be passed off as candidly commercial movie comedy, nothing more, if the film weren't reddened with blotches of violence of the most grisly sort... This blending of farce with brutal killings is as pointless as it is lacking in taste, since it makes no valid commentary upon the already travestied truth. And it leaves an astonished critic wondering just what purpose Mr. Penn and Mr. Beatty think they serve with this strangely antique, sentimental claptrap.
Es una pieza barata de descarada comedia payasesca que trata las horribles depredaciones de esa pareja sórdida e idiota como si estuvieran tan llenas de diversión y juerga como los cortes de la era del jazz en Thoroughly Modern Millie... Esas ridículas parodias teñidas de camp del tipo de personas que eran estos forajidos y de la forma en que la gente vivía en el polvoriento suroeste en esos años estériles podrían pasar como una comedia cinematográfica francamente comercial, nada más, si la película no estuviera enrojecida con manchas de violencia del tipo más espantoso... Esta mezcla de farsa con asesinatos brutales es tan inútil como falta de gusto, ya que no hace ningún comentario válido sobre la verdad ya disfrazada. Y deja a un crítico asombrado preguntándose qué propósito creen el Sr. Penn y el Sr. Beatty que sirven con esta tontería sentimental extrañamente antigua.

Otros críticos además de Crowther criticaron la película. John Simon, el crítico de la revista New York, al tiempo que elogiaba su ejecución técnica, declaró: «Gachas son gachas, incluso servidas con un cucharón de plata». Su distribuidor sacó la película de circulación. Sin embargo, el consenso crítico sobre Bonnie y Clyde pronto se revirtió, ejemplificado por dos revaluaciones de alto perfil de Time y Newsweek. Joe Morgenstern de este último escribió dos reseñas en números consecutivos, en la segunda se retractó y se disculpó por la primera. Time contrató a Stefan Kanfer como su nuevo crítico de cine a fines de 1967; su primera tarea fue una refutación ostentosa de la crítica negativa original de su revista. Una reseña positiva en The New Yorker de Pauline Kael también fue influyente.
Sin embargo, incluso a pesar de este cambio crítico, Crowther siguió siendo uno de los críticos negativos más obstinados de la película. Finalmente escribió tres críticas negativas y periódicamente criticó la película en reseñas de otras películas y en una columna de cartas en respuesta a los lectores descontentos del Times. The New York Times reemplazó a Crowther como su principal crítico de cine a principios de 1968, y algunos observadores especularon que sus persistentes ataques a Bonnie y Clyde habían demostrado que no estaba en contacto con el cine actual e influyeron mucho en su destitución. Después de dejar el Times, Crowther trabajó como consultor ejecutivo en Columbia Pictures.

## Muerte
Crowther murió de insuficiencia cardíaca el 7 de marzo de 1981 en el Hospital Northern Westchester en Mount Kisco, Nueva York. Le sobrevivieron su esposa Florence, quien murió en 1984; una hermana, Nancy Crowther Kappes; tres hijos, F. Bosley, John y Jefferson; y cuatro nietos.

## Legado
La carrera de Bosley Crowther se analiza extensamente en For the Love of Movies: The Story of American Film Criticism, incluido su apoyo al cine en lengua extranjera y su repudio público al macartismo y la lista negra. En este documental de 2009 aparecen críticos contemporáneos que aprecian su obra, como A. O. Scott, pero también quienes la encuentran demasiado moralista, como Richard Schickel, Molly Haskell y Andrew Sarris.